# Annay-sur-Serein
Annay-sur-Serein ist eine französische Gemeinde mit 203 Einwohnern (Stand: 1. Januar 2022) im Département Yonne in der Region Bourgogne-Franche-Comté (vor 2016 Bourgogne) im Osten Frankreichs. Die Gemeinde gehört zum Arrondissement Avallon und zum Kanton Chablis (bis 2015 Noyers). 

## Geografie
Annay-sur-Serein liegt etwa 34 Kilometer ostsüdöstlich von Auxerre am Serein. Umgeben wird Annay-sur-Serein von den Nachbargemeinden Yrouerre im Norden und Nordosten, Fresnes und Sambourg im Nordosten, Noyers im Süden und Osten, Sainte-Vertu im Westen und Südwesten sowie Môlay im Westen.

## Einwohnerentwicklung
| Jahr                      | 1962 | 1968 | 1975 | 1982 | 1990 | 1999 | 2006 | 2013 |
| ------------------------- | ---- | ---- | ---- | ---- | ---- | ---- | ---- | ---- |
| Einwohner                 | 277  | 242  | 567  | 264  | 259  | 264  | 248  | 236  |
| Quelle: Cassini und INSEE |      |      |      |      |      |      |      |      |

## Sehenswürdigkeiten

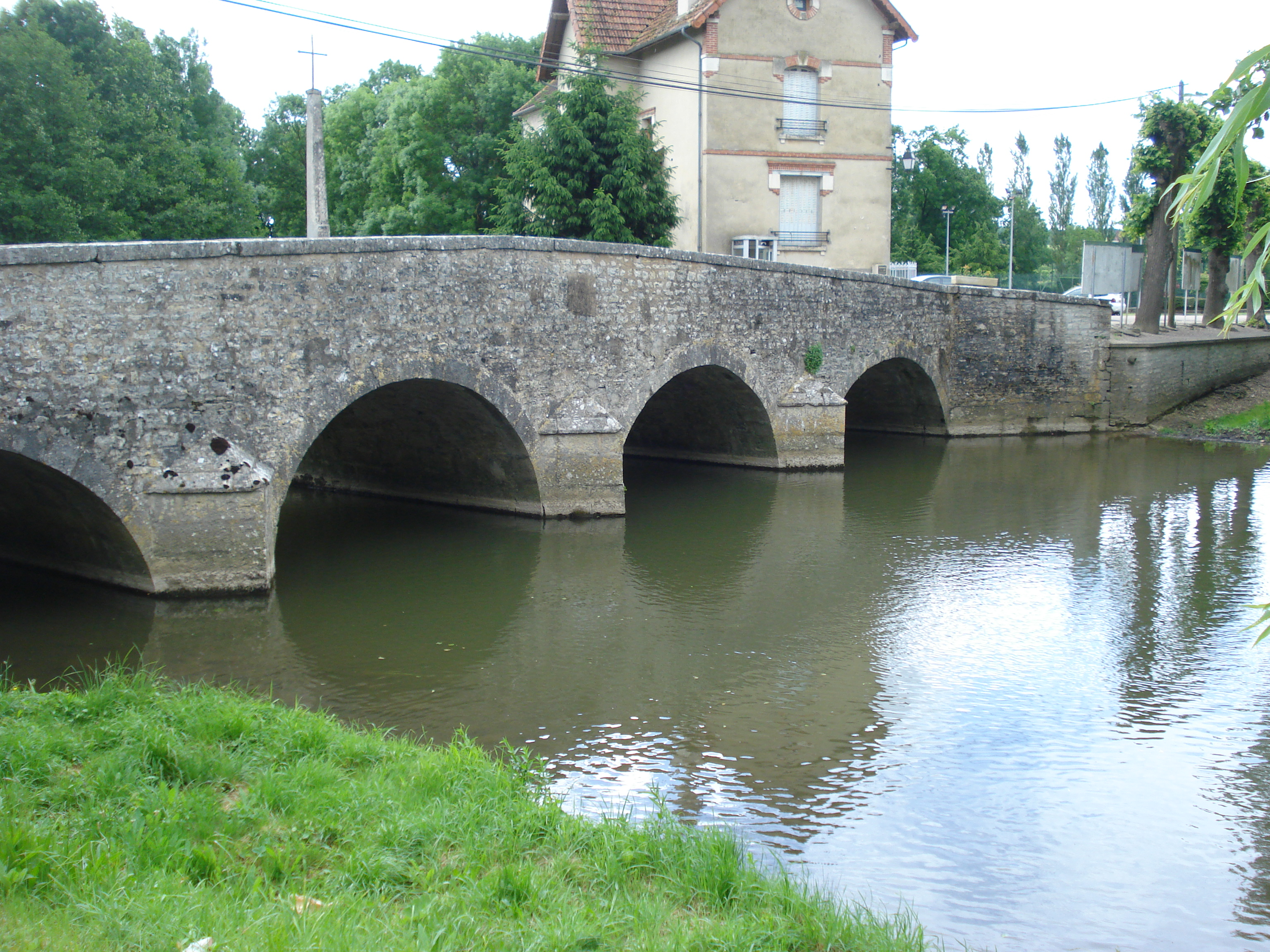
Brücke über den Serein

- Kirche Saint-Pierre
- Brücke über den Serein